# HELCOM
HELCOM (The Baltic Marine Environment Protection Commission, Helsinkikommissionen) er en mellemstatslig kommission, som styrer og administrerer Helsingforskonventionen (Convention on the Protection of the Marine Environment of the Baltic Sea Area).
HELCOM arbejder for beskyttelse af det maritime miljø i det baltiske område. Sekretariatet ligger i Helsinki.Arbejdet foregår gennem en række arbejdsgrupper og ekspertnetværk, mens bindende beslutninger træffes af embedsfolk (Head of Delegation) og på ministermøder.

## Kommisionsdeltagere
- Danmark
- Estland
- EU
- Finland
- Tyskland
- Letland
- Litauen
- Polen
- Rusland
- Sverige

## Arbejdsgrupper
Arbejdet er organiseret i fem permanente arbejdsgrupper, med tilhørende ekspertgrupper:
- Gear. Implementering af en økosystembaseret forvaltning
- Maritime. Reduktion af forurening fra skibe i Østersøen
- Pressure. Reduktion af forureningsbelastningen på Østersøen, herunder fra kilder på land.
- State & Conservation. Implementering af overvågning af økosystemer og miljøtilstand
- Response. Koordinering af forebyggelse og bekæmpelse af forurening fra ulykker til søs.

Dertil kommer tre midlertidige arbejdsgrupper til koordinering af landbrugs-, og fiskeripolitik, samt maritim arealplanlægning.

## Ekstern henvisning og kilde
HELCOMs hjemmeside (engelsk)
| Forening eller organisation | Spire Denne artikel om en forening eller organisation er en spire som bør udbygges. Du er velkommen til at hjælpe Wikipedia ved at udvide den. |